# Viktor Petrov
Viktor Platonovîci Petrov (Віктор Платонович Петров) (n. 10/22 octombrie 1894, Ekaterinoslav, Imperiul Rus – d. 8 iunie 1969, Kiev, RSS Ucraineană, URSS) a fost un scriitor ucrainean.